# Transatlantic Records
Transatlantic Records era un discográfica o sello de grabación británico que fue establecido en 1961. Empieza principalmente como una importadora de folk americano, blues y jazz que influenciaron a muchos artistas para el resurgimiento del folk y el boom del blues británico. Tras un par de años, la compañía empezó a grabar artistas británicos. La filosofía de la compañía era intencionadamente ecléctica.

## Historia
La discográfica estuvo fundada por el joven británico Nathan Joseph quién empezó la compañía a la edad de 21 años después de visitar los Estados Unidos y darse cuenta de que había una riqueza musical de interés que no estaba siendo puesta a disposición de los fanes en el Reino Unido. Importaron sellos de los EE. UU. como Prestige, Tradition y Riverside. En el principio, muchas de las cubiertas incluyeron diseños y fotografías realizados por Brian Shuel. Transatlantic fue también un instrumento en la importación de MK records (un sello clásico ruso), el cual era entonces emitido con los sellos rusos originales, pero con una cubierta impresa inglesa. 
El primer éxito comercial de la compañía vino no de la música, sino de tres álbumes de educación sexual. La controversia sobre estas grabaciones aumentó las ventas que se acercaron a 100,000, y el empuje financiero resultante dio el dinero a la compañía para desarrollar su base musical. 
Algunos de sus grabaciones tempranas incluyeron artistas  tan diversos como The Dubliners, la actriz Sheila Hancock, la cantante de jazz Annie Ross, las actrices Jean Hart e Isla Cameron, y el actor shakesperiano Tony Britton. Consiguieron mezclar el interés en la música folk con la capacidad de hacer dinero de las grabaciones de educación sexual emitiendo "Cuándo Dalliance era una Flor" - una serie de canciones picantes interpretadas por Ed McCurdy y autorizados desde Elektra en los EE. UU. Como tan a menudo ha pasado, estos estuvieron emitidos primero en el sello Transatlantic en el Reino Unido y posteriormente en la etiqueta subsidiaria XTRA. Los números de catálogo a menudo contenían "TRA" dentro del prefijo, por ello MTRA, XTRA, y LTRA fueron también utilizados. El prefijo posteriormente usado fue utilizado con una serie de LP producidos por Bill Leader (quién trabajó con Nat Joseph desde el principio como ingeniero). Entre estas grabaciones de Leader, hubo grabaciones de Nic Jones, Martin Simpson, Mick Ryan, Bandoggs (otro grupo de Nic Jones), Andrew Cronshaw, y Al O'Donnell.
Con el advenimiento de la psicodelia y el movimiento "Flower Power" el grupo estable de artistas del sello Transatlantic consiguió popularidad creciente, culminando en la formación del supergrupo Pentangle. Entretanto Transatlantic había aumentado su eclecticismo, grabando tales sonidos como el audio excéntrico y "collage" de Ron Geesin, y The Purple Gang, cuyo "Granny Takes a Trip" estuvo prohibido por la BBC en 1967. CBS había lanzado la música al mismo tiempo la exitosa The Rock Machine Turns You On en 1967. Antes de que CBS pudiera continuar subiendo, Transatlantic publicó Listen Here! a principios de 1968. Como "The Rock Machine" el tema estuvo valorado en 14/11d (0.75 libras esterlinas), pero Transatlantic tomó la promoción un paso más allá por no sólo imprimir el listado de pistas en el frente, sino también el precio.  El álbum  estuvo diseñado a servir de demo no sólo del próximo álbum doble de Pentangle, sino también grabaciones en solitario por los  miembros Bert Jansch y John Renbourn. Listen Here! también sirvió para introducir el nuevo grupo The Sallyangie, con los hermanos Mike Oldfield y Sally Oldfield.
En 1975, Joseph vendió el 75%  de las participaciones  de su compañía al Grupo Granada de Sidney Bernstein  y la compañía se integró como parte de Granada. Hubo un enfrentamiento cultural entre el espíritu independiente de Transatlantic y las sensibilidades corporativas de Granada y dos años más tarde Granada vendió su participación en Transatlantic a la compañía editorial de Marshall Cavendish, el cual  adquirió igualmente la participación de Joseph. La compañía fue rebautizada como Logo Records . En los años 1990s Logo Records y el catálogo de Transatlantic Records fue vendido a Castle Communications (ahora Sanctuary Records).

## Artistas en nómina (1961-1977)
- Alberto Y Lost Trios Paranoias
- Marc Brierley
- Dave Cartwright
- Circus
- Contemporary Music Unit
- Billy Connolly
- Contraband
- Reverend Gary Davis
- The Dubliners
- The Fugs
- Finbar & Eddie Furey
- The Glenside Ceili Band
- Jody Grind
- Gryphon
- The Grehan Sisters
- The Humblebums
- Ian Campbell Group
- Bert Jansch
- Víctor Jara
- The Johnstons
- Alexis Korner
- Little Free Rock
- Metro
- Ralph McTell
- Pasadena Roof Orchestra
- Pentangle
- Portsmouth Sinfonia
- Gerry Rafferty
- John Renbourn
- The Sallyangie
- Silly Wizard
- Skin Alley
- Storyteller
- Stray
- Unicorn[2][3]
- The Young Tradition

## Artistas en nómina (1994 en adelante)
- The Tansads
- Big Country
- One Star Story